# 敬奠瀛
敬奠瀛（1890年—1957年），中國山東泰安人，是耶稣家庭的创始人，並因為這個宗派而在1950年代激烈的政治运动中被捕。

## 早年
敬奠瀛生於山东省泰安临汶区马庄敬家坑，原是乡绅人家的五少爷，1912年入泰安美以美会萃英中学读书，成为一名虔诚的信徒。

## 开创
1921年，他在家乡山东泰安马庄成立“圣徒信用储蓄社”，以后改名耶稣家庭。根据使徒行傳二章，仿照初期教會实行凡物公用，参加者取消家庭，变卖一切，过男耕女织的集体生活，参加生产劳动，吃粗穿破，过最简朴的生活。吃四个眼睛的「糊」(言其稀可将吃者之两眼在碗中清晰照出)，是家中日常生活的情形。
提倡的口号有：“破家出世，参加入世”，“换一个生命，耶稣为主”、“打倒衣食住，成全衣食住”“在心为主活，立志为主死”。
他们特别重视祷告和唱诗，从清晨的“晨更”开始，直到夜晚入睡。
在耶稣家庭，男女分隔，非常嚴謹。婚姻由家長安排。

## 发展
抗战时期，耶稣家庭发展十分迅速。至1948年，有127处耶稣家庭，大部分在华北各省农村。马庄老家，有人口500人左右。
敬奠瀛得力的同工有四位：陳碧璽（女医生，1950年与敬奠瀛结婚）、左順真（左宗棠之後，乃父當時身居高官）、周新民、崔宪详。

## 批鬥
1950年，敬奠瀛带领381名耶稣家庭成员和崔宪详、朱大卫等一起签名拥护《三自宣言》，人数居各宗派之首。
然而，1952年4月28日，政府派驻工作队来马庄，队长沈德溶，成员包括崔宪详、朱大卫、金启昌。5月27日至29日，工作队召开为期3天的控诉大会，批鬥了敬奠瀛、左順真，解散了各地耶稣家庭。敬奠瀛被捕入狱，1956年冬因肝硬化保外就医。敬奠瀛出狱后，被接到西安第五人民医院，与妻子陈碧玺团聚。1957年农历7月底在西安病故。